# آدم غرانت
آدم غرانت (بالإنجليزية: Adam Grant)‏ هو كاتب أمريكي، ولد في 13 أغسطس 1981 في بلدة ويست بلومفيلد في الولايات المتحدة.

## وصلات خارجية
- الموقع الرسمي
- آدم غرانت على موقع ميوزك برينز (الإنجليزية)